# Ermengarda z Beaumontu
Ermengarda z Beaumontu nebo také Ermengarda de Beaumont (asi 1170–1233/1234) byla skotská královna jako manželka Viléma I. Byla dcerou vikomta Richarda I. z Beaumontu († po 1199) a jeho manželky Lucie z l'Aigle († po 1217).
Díky podmínkám Falaiské smlouvy měl Jindřich II. Plantagenet právo vybrat Vilémovi nevěstu. Vilém se tak roku 5. září 1186 oženil s Ermengardou, vnučkou krále Jindřicha I. Věnem dostala edinburský hrad. Manželství však příliš vydařené nebylo a trvalo mnoho let, než Ermengarda Vilémovi porodila dědice. Jejich dětmi byly:
- Markéta Skotská (1193–1259), hraběnka z Kentu
- Isabella Skotská (1195–1253), hraběnka z Norfolku
- Alexandr II. Skotský (1198–1249)
- Marjorie Skotská (1200–1244), hraběnka z Pembroke.

Ermeganda zemřela 12. února 1233 nebo 1234 a byla pohřbena v klášteře Balmerino ve Fife.